# 677
677(육백칠십칠)은 676보다 크고 678보다 작은 자연수다.

## 수학
- 123번째 소수(素數)다. 앞의 소수는 673, 다음 소수는 683이다.
- 피타고라스 삼조의 빗변의 길이이다. ({\displaystyle 52^{2}+675^{2}=677^{2}})[a]
- {\displaystyle 677=14^{2}+15^{2}+16^{2}}
  - 연속하는 세 자연수의 제곱합으로 나타낼 수 있으며, 이 성질을 지닌 앞의 수는 590, 다음 수는 770이다.

## 과학·기술
- NGC 677(영어판): 양자리 방향에 있는 타원은하.
- 677 알톄(영어판): 소행성.
- 리아스 677(영어판): 리아스(영어판)의 도시형 고상버스.

## 군사
- U-677(영어판): 제2차 세계 대전에 사용된 나치 독일의 군용 잠수함.

## 문화유산
- 대한민국의 보물 제677호: 청도 장연사지 동·서 삼층석탑

## 기타
- 연도: 677년, 기원전 677년